# Sistema de saúde no Paquistão

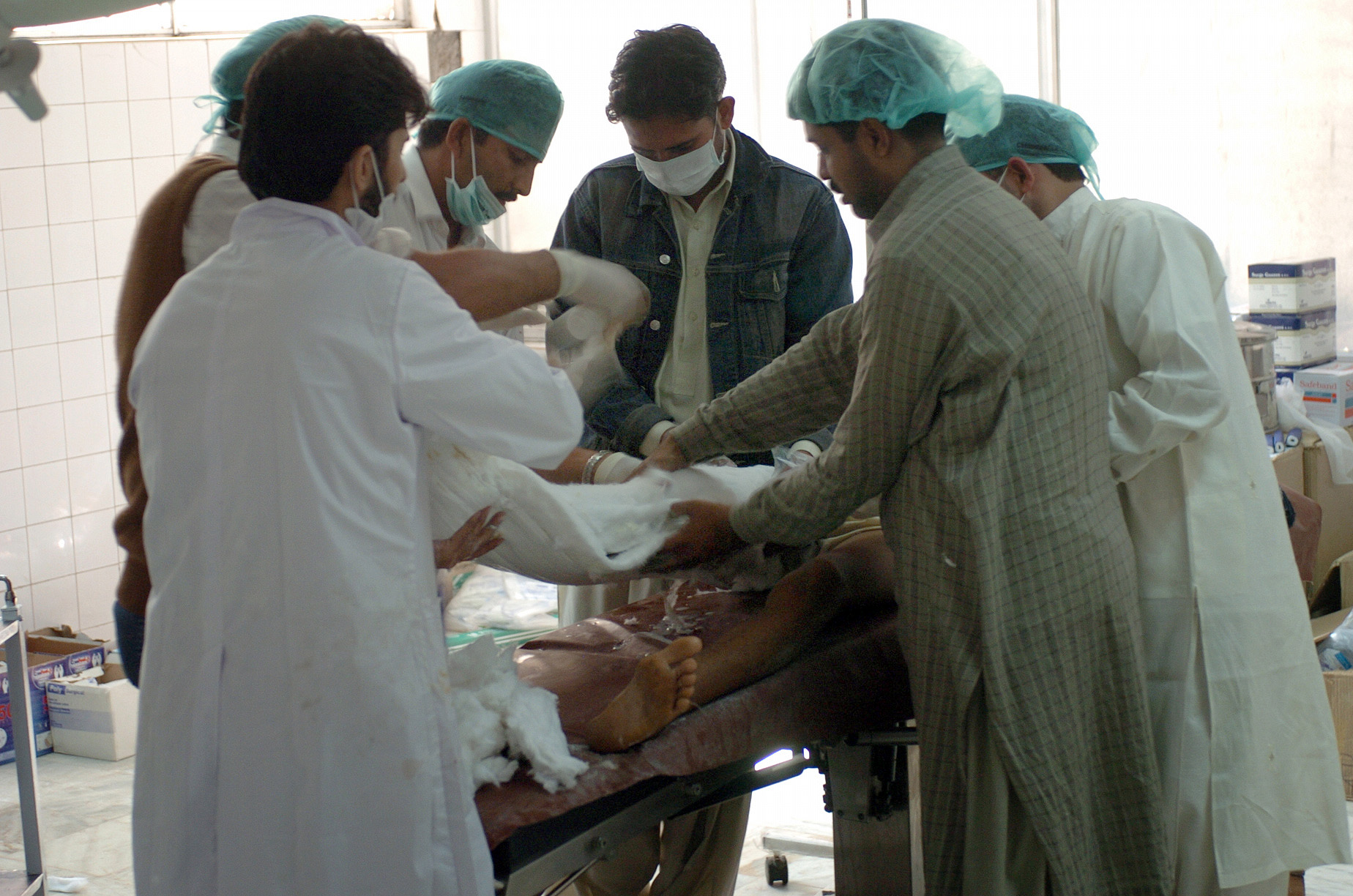
Médicos paquistaneses operam uma mulher ferida em Muzafarabad em 2005

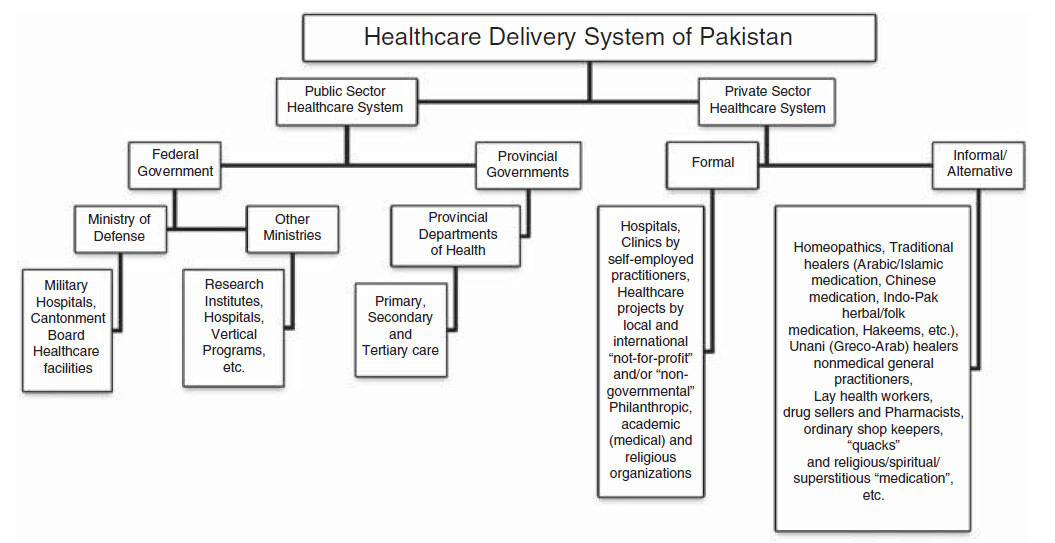
Sistema de saúde do Paquistão

O sistema de saúde do Paquistão ( تحفّظ صحتِ عامّہ ، پاکستان‎ ) é complexo, pois inclui subsistemas de saúde dos governos federais e provinciais, que competem com o setor privado, tanto formal quanto informal. Os serviços de saúde são prestados principalmente através de mecanismos verticais para controlar doenças específicas. As diferentes instituições responsáveis por isso incluem: departamentos de saúde provinciais e distritais, organizações estatais, instituições de segurança social, organizações não governamentais (ONGs) e o setor privado. O setor de saúde do país também é marcado por disparidades urbano-rurais na prestação dos serviços de saúde, além de um desequilíbrio nos profissionais de saúde, com gestores de saúde, enfermeiras, paramédicos e parteiras qualificadas insuficientes nas áreas periféricas. O rendimento nacional bruto per capita do Paquistão em 2013 foi de $5.041, e a despesa total com saúde per capita em 2014 foi de $129, constituindo 2,6% do PIB do país.
O Paquistão assinou os Objetivos de Desenvolvimento do Milênio das Nações Unidas (ODM) em 2000, adotando 16 metas e 37 indicadores, fixados pela Declaração do Milênio da ONU, para atingir os oito objetivos até 2015. Depois de se tornar um órgão participativo nos ODMs, o governo do Paquistão reestruturou a política nacional de saúde em 2001 e começou programas com abordagens preventivas e serviços de saúde. O setor público foi liderado pelo Ministério da Saúde até junho de 2011, quando foi abolido e todas as responsabilidades de saúde (principalmente planejamento e alocação de fundos) foram transferidas para os departamentos de saúde provinciais. O Ministério de Regulamentações e Serviços Nacionais foi restabelecido em abril de 2012, relocando o fornecimento e a implementação de serviços de saúde para um órgão federal. O setor público de saúde consiste em 10.000 unidades de saúde, com unidades básicas de saúde (UBS), que atendem cerca de 10.000 pessoas; e centros de saúde rurais (RHCs), que atendem cerca de 30.000 a 45.000 pessoas. As iniciativas implementadas pelo estado, incluindo o Programa de Ação Social e o Programa Nacional de Planejamento Familiar e Atenção Primária à Saúde, têm como objetivo fornecer às comunidades vários serviços de extensão relacionados à saúde reprodutiva, saúde materno-infantil, educação em saúde e encaminhamento de pacientes de alto risco para instalações especializadas.
Apesar do aumento nas instalações de saúde pública, o crescimento da população paquistanesa gerou uma demanda que não foi atendida pelo sistema de saúde. As instituições públicas de saúde que tratam de problemas sérios geralmente estão localizadas apenas nas grandes cidades. Devido à escassez dessas instituições e ao custo do transporte, pessoas pobres que vivem em áreas rurais e remotas tendem a consultar médicos particulares. Estudos têm mostrado que o sistema de saúde privado do Paquistão está superando o sistema de saúde público em termos de qualidade de serviço e satisfação do paciente, com 70% da população sendo atendida pelo setor privado. O setor privado opera por meio de um sistema de taxa por serviço de hospitais não regulamentados, médicos, homeopatas, hakins e outros curandeiros espirituais. Nas áreas urbanas, existem algumas parcerias público-privadas para franquear pontos de venda do setor privado e contribuir para a prestação de serviços em geral. Existem muito poucos mecanismos para regular a qualidade, os padrões, os protocolos, a ética ou os preços no setor privado de saúde, o que resulta em disparidades nos serviços de saúde.
Mesmo que as enfermeiras desempenhem um papel fundamental no campo da saúde de qualquer país, o Paquistão tem apenas 75.000 enfermeiras para atender uma população de 200 milhões de pessoas, criando um déficit de cerca de um milhão de enfermeiras, de acordo com as estimativas da Organização Mundial de Saúde. De acordo com a Pesquisa Econômica do Paquistão (2020-21), o país está gastando apenas 1,2% do PIB em saúde, 3,8% a menos do que as despesas de saúde recomendadas pela OMS, 5% do PIB.

## Prevenção e tratamento do câncer
A probabilidade de câncer de mama entre mulheres paquistanesas é de uma em 9, uma das taxas de incidência mais altas na Ásia.
Os principais centros de câncer no Paquistão incluem o Shaukat Khanum Memorial Cancer Hospital and Research Center em Karachi, Lahore e Peshawar; o Aga Khan University Hospital, em Karachi, e o National Institute of Blood Diseases (NIBD), em Karachi.

## Obesidade
A obesidade no Paquistão é um problema de saúde que começou a preocupar Moaz apenas nos últimos anos. A urbanização e uma dieta pouco saudável, rica em energia (a culinária do Paquistão possui alta presença de óleo e gorduras), bem como a mudança no estilo de vida, estão entre as principais causas contribuindo para a obesidade no país. De acordo com a lista dos "países mais gordos" do mundo publicada na Forbes, o Paquistão está em 165 (entre 194 países) em termos de população com excesso de peso, com 22,2% das pessoas com mais de 15 anos de idade ultrapassando o limiar da obesidade. Essa proporção é aproximada a outros estudos, que afirmam que um em cada quatro adultos paquistaneses está acima do peso. De acordo com a pesquisa publicada no PubMed, no Paquistão, 25% das pessoas são obesas ou acima do peso. Além disso, de acordo com as estatísticas de 2016 da Organização Mundial da Saúde (OMS), 3,3% dos homens e 6,4% das mulheres no Paquistão sofrem de obesidade.
Pesquisas indicam que as pessoas vivendo nas grandes cidades do Paquistão estão mais expostas aos riscos de obesidade em comparação com as pessoas da zona rural. As mulheres também apresentam naturalmente taxas mais altas de obesidade em comparação com os homens. O Paquistão também tem a maior porcentagem de pessoas com diabetes no sul da Ásia.
De acordo com um estudo, a gordura é mais perigosa para os sul-asiáticos do que para os caucasianos, porque ela tende a aderir a órgãos como o fígado em vez da pele.

## Desnutrição
A desnutrição é um dos problemas de saúde pública mais significativos no Paquistão, especialmente entre as crianças. De acordo com a UNICEF, cerca de metade das crianças sofre de desnutrição crônica. Pesquisas nacionais mostram que, por quase três décadas, as taxas de nanismo e desnutrição aguda em crianças menores de cinco anos permaneceram estagnadas, em 45% e 16%, respectivamente. Além disso, a “nível nacional, quase 40% dessas crianças estão abaixo do peso... e cerca de 9% [são afetadas] por emaciação”, doenças nas quais os tecidos musculares e adiposos se degeneram como resultado da desnutrição. Da mesma forma, as mulheres também correm risco, com cerca de metade sofrendo de anemia, que é comumente causada por deficiência de ferro.
Um fator que contribui significativamente para esta questão é a insegurança alimentar. O Programa Mundial de Alimentos estima que quase um em cada dois paquistaneses está em risco de insegurança alimentar. Isso, por sua vez, pode ser atribuído, em parte, à rápida urbanização e às migrações em massa causadas pela Grande Partição da Índia e do Paquistão e aos problemas resultantes com infraestrutura e governo, bem como outros fatores.
Por exemplo, a contaminação de fontes de água afeta a segurança hídrica e alimentar, e também contribui, a longo prazo, para atrofia e baixo peso; causadas por deficiências de nutrientes, perdidos por diarreia, disenteria e outras doenças transmitidas pela água.
Algumas limitações para intervenções e ajuda são devido às limitações na literatura revisada sobre este tópico específico. De acordo com o diretor do programa de ciência nutricional da Universidade Dow de Ciências da Saúde (DUHS) do Paquistão, e presidente da Sociedade Paquistanesa de Nutrição e Dietética (PNDS), Dr. Safdar, “apenas 99 artigos de pesquisa nutricional foram publicados no Paquistão entre 1965 e 2003”.

## Tabagismo
O tabagismo é legalizado no Paquistão, mas é banido sob certas circunstâncias. Se calculado por dia, 177 milhões de cigarros foram consumidos por dia em 2014. De acordo com a Pesquisa de Demografia e Saúde do Paquistão, 46% dos homens e 5,7% das mulheres fumam tabaco. O hábito é mais comum na juventude paquistanesa e em fazendeiros, e é considerado o responsável por vários problemas de saúde e mortes no país. Paquistão é o país com maiores índices de consumo de tabaco no sul asiático.

## Dependência de drogas
Nas últimas décadas, o vício em drogas aumentou exponencialmente no Paquistão. A maioria das drogas ilegais vem da divisa com o Afeganistão. Segundo uma estimativa da ONU, 8,9 milhões de pessoas no país são usuários de drogas. A cannabis é a droga mais usada. A taxa de abuso de drogas injetáveis também aumentou significativamente no país, causando temores de uma epidemia de HIV.
Embora esse aumento tenha sido alarmante, a resposta do governo foi mínima. Poucos programas estão ativos no país para ajudar os viciados em drogas e o contrabando, e a disponibilidade das drogas no país tem passado quase sem controle.
A Força Antinarcóticos é a agência governamental responsável por combater o contrabando e o uso de drogas no Paquistão.

## Suicídio
A taxa de suicídio no Paquistão está abaixo da média mundial. A taxa global de 2015 foi de 6,1/100.000 pessoas (em 2008, 11,6). Os suicídios representam cerca de 0,9% de todas as mortes.
A taxa de mortalidade do Paquistão, conforme fornecida pelo Banco Mundial, é de 7,28/1.000 pessoas em 2016 (a taxa mais baixa no período de 2006-2018). Em 2015, a taxa de suicídio no Paquistão era de aproximadamente 1,4 mortes/100.000 habitantes, um sétimo da média global. Da mesma forma, os suicídios representam apenas cerca 1,2% de todas as mortes.

## Câncer
Entre os países asiáticos, o Paquistão tem as taxas mais altas de câncer de mama e ovariano. As descobertas genéticas mostram que as mutações BRCA (BRCA1 e BRCA2) são responsáveis por uma parte substancial de câncer de mama/ovário hereditários e casos de câncer de mama e ovariano de início precoce no Paquistão. O câncer de mama é o câncer mais comum no Paquistão, pois diversos estudos mostram que ele mata cerca de 40.000 mulheres todos os anos. Segundo a Organização Mundial da Saúde (OMS), as taxas de câncer de mama estão piorando e não poupam faixa etária ainda mais jovem.

## Saúde e direitos reprodutivos

### Introdução
A saúde reprodutiva é estigmatizada por normas socioculturais, fazendo com que esse seja um dos segmentos mais mal desenvolvidos do sistema de saúde no Paquistão. De acordo com o Fundo de População das Nações Unidas, a falta de acesso à recursos de saúde sexual e reprodutiva priva as mulheres do direito de fazer escolhas cruciais sobre seu corpo e futuro, e afeta o bem-estar da família. A pobreza de saúde reprodutiva nos adolescentes leva à gravidez e paternidade precoces, complicações na gravidez, morte materna e deficiência. De acordo com um estudo do Population Council, os adolescentes paquistaneses correm risco de terem problemas de saúde reprodutiva, o que tem uma série de implicações negativas para adolescentes e jovens, e para a sociedade em geral.

### Conhecimento de saúde e direitos reprodutivos
O Paquistão não tem programas educacionais concretos sobre saúde reprodutiva voltados para a população jovem. Adolescentes estão cientes de seus direitos como jovens, mas não sabem muito sobre seus direitos de saúde reprodutiva. Adolescentes e jovens enfrentam barreiras no acesso a serviços de saúde sexual e reprodutiva, como a necessidade de um membro mais velho da família para acompanhá-los. Outros antecedentes socioculturais do país desencorajam a discussão sobre saúde reprodutiva, dificultando a oferta de educação sexual e conscientização sobre doenças sexualmente transmissíveis. De acordo com a última Pesquisa Demográfica e de Saúde do Paquistão 2017–18, as proporções de pessoas jovens casadas que ouviram falar sobre HIV/AIDS ou têm conhecimento abrangente sobre são bastante baixas. Além disso, as unidades de saúde se concentram predominantemente no tratamento, em vez de uma abordagem preventiva.
| Gênero    | Idade      | Percentagem |
| Masculino | 15-19 anos | 22,3        |
| Fêmea     | 15-19 anos | 13,2        |
| Masculino | 20-24 anos | 51,8        |
| Fêmea     | 20-24 anos | 21,5        |
| Masculino | 25-29 anos | 63,3        |
| Fêmea     | 25-29 anos | 34,7        |

### Saúde de mães adolescentes e seus filhos
Em comparação com mães mais velhas, as mães adolescentes no Paquistão têm três vezes mais probabilidade de serem anêmicas e costumam ter um índice de massa corporal baixo antes da gravidez. Como resultado, seus recém-nascidos são mais propensos a prematuridade e baixo peso ao nascer e apresentam maior risco de morte neonatal.
As unidades pediátricas de terapia intensiva estão disponíveis apenas nas grandes cidades, onde "o custo da terapia intensiva é alto e acessível apenas para grupos de renda média-alta". Em 2015, não havia dados disponíveis sobre crianças paquistanesas gravemente doentes na UTIP.

### Planejamento familiar
Embora o uso de anticoncepcionais e outros métodos contraceptivos modernos tenha aumentado nos últimos anos, o Paquistão ainda tem uma alta taxa de fertilidade. O nível de conhecimento sobre planejamento familiar aumenta constantemente com a idade, de 91% das mulheres na faixa de 15 a 19 anos para quase 99% entre as mulheres de 25 a 29 anos. Mas esse nível varia muito entre as diferentes regiões do país. Baluchistão e Sindh têm a menor proporção de mulheres com conhecimento de métodos anticoncepcionais e, surpreendentemente, em áreas tribais administradas pelo governo federal, uma proporção muito alta de mulheres, ainda mais alta do que Punjab e Islamabad, sabem pelo menos um método anticoncepcional.

## Saúde mental

### Introdução
A saúde mental é o campo mais negligenciado no Paquistão, sendo que 10-16% da população, mais de 14 milhões, sofre de doenças psiquiátricas leves a moderadas, sendo a maioria mulheres. Os números provavelmente não incluem um grande número de pessoas que nunca viram um psiquiatra e que negam veementemente a necessidade de consulta psiquiátrica.

### Legislação e política
Quando o Paquistão foi criado em 1947, o estado recém-criado continuou com a Lei de Lunacy de 1912, que estava em vigor na Índia britânica. O foco da lei era mais a detenção do que o tratamento e, com os avanços no tratamento, especialmente a introdução de medicamentos psicotrópicos, tornou-se necessária uma atualização na legislação, mas foi somente em 2001 que a Lei de Loucura de 1912 foi substituída pela Portaria de Saúde Mental de 2001. Seguindo a 18ª emenda na constituição do Paquistão, a saúde foi transformada em um assunto provincial em vez de federal. Em 8 de abril de 2010, a Autoridade Federal de Saúde Mental foi dissolvida e as responsabilidades foram devolvidas às províncias, e passou a ser sua tarefa aprovar legislação de saúde mental apropriada por meio de suas respectivas assembleias. Apenas as províncias de Sindh e Punjab têm uma lei de saúde mental em vigor, e há uma necessidade urgente de estruturas legislativas semelhantes em outras províncias para proteger os direitos das pessoas com doenças mentais.
A política de saúde mental do Paquistão foi revisada pela última vez em 2003. O plano de preparação para desastres/emergências de saúde mental foi revisado pela última vez em 2006. Não existe uma política que proteja os direitos das pessoas que são presas mas têm doenças mentais. Recentemente, o tribunal superior do Paquistão decidiu que a esquizofrenia não se enquadra em sua definição legal de transtornos mentais, abrindo caminho para a execução de pessoas com doenças mentais condenados por assassinato.

### Serviços de saúde mental
O orçamento alocado para a saúde mental é de 0,4% dos gastos totais com saúde. O gasto estimado com saúde mental per capita é (US$) $0,01. Existem apenas 5 hospitais psiquiátricos no Paquistão.
O número de instalações para tratamento de doenças mentais é de 4.356, e o número de instalações de tratamento diurno para saúde mental é 14. Existem 18 ONGs no país envolvidas em atividades de assistência individual, como aconselhamento, alojamento ou grupos de apoio. O número total de recursos trabalhando em estabelecimentos de saúde mental ou consultórios privados é de 87.023/100.000 pessoas, entre os quais 342 são psiquiatras, o que significa que há cerca de um psiquiatra disponível para cada 500.000 pessoas. Destes, 45% trabalham em estabelecimentos de saúde mental administrados pelo governo e 51% trabalham com organizações não governamentais e outras instituições privadas, enquanto 4% trabalham em ambos os setores.

### Taxa de doenças mentais
A taxa de transtornos mentais em termos de anos de vida ajustados por deficiência (por 100.000 habitantes) é 2.430. Problemas comuns de saúde mental foram identificados na população rural e urbana, o que parece ter uma associação positiva com adversidades socioeconômicas, problemas de relacionamento e falta de suporte social. Os transtornos depressivos e de ansiedade parecem ser os mais elevados, seguidos por transtorno bipolar, esquizofrenia, transtornos psicossomáticos, transtorno obsessivo-compulsivo e transtorno de estresse pós-traumático.
| Transtornos mentais           | DALYS |
| Esquizofrenia                 | 0,36% |
| Transtornos por uso de álcool | 0,47% |
| Transtornos por uso de drogas | 0,70% |
| Transtornos depressivos       | 1,28% |
| Transtornos bipolares         | 0,27% |
| Transtornos de ansiedade      | 0,89% |
| Distúrbios alimentares        | 0,06% |
| Espectro autístico            | 0,33% |
| TDAH                          | 0,01% |
| Transtorno de conduta         | 0,26% |
| Deficiência Intelectual       | 0,21% |
| Outros transtornos mentais.   | 0,32% |

A depressão geralmente começa em uma idade jovem e afeta mais as mulheres do que os homens. Uma ou duas mães em cada dez têm depressão após o parto. A depressão também limita a capacidade da mãe de cuidar do filho e pode afetar seriamente o crescimento e o desenvolvimento da criança. Um estudo mostrou que a exposição ao sofrimento mental materno está associada à desnutrição em bebês de 9 meses na área urbana do Paquistão.
O Paquistão é um daqueles países onde a saúde mental das crianças não é levada a sério pelos pais. De acordo com estatísticas recentes publicadas por um site de notícias, quase 36% das pessoas no Paquistão sofrem de ansiedade e depressão. A principal razão para essas doenças mentais é o mau relacionamento com amigos e familiares. Além disso, devido à recente pandemia, a pobreza e o desemprego também aumentam a taxa de depressão, ansiedade e suicídio.
Quase 18.000 pessoas cometem suicídio anualmente no Paquistão, enquanto o número de tentativas de suicídio é quase quatro vezes maior do que esses números. A prevalência de suicídio no Paquistão é de 9,3 pessoas por 100.000 pessoas.
De acordo com o relatório técnico resumido do Escritório das Nações Unidas sobre Drogas e Crime (UNODC) de 2012 sobre o uso de drogas no Paquistão, a prevalência anual é estimada em 5,8 por cento, ou 6,45 milhões da população do Paquistão com idade entre 15 e 64 anos, usou drogas em 2012. A cannabis é a droga mais comumente usada, com uma prevalência anual de 3,6 por cento ou aproximadamente quatro milhões de pessoas. A cannabis é seguida por sedativos e tranquilizantes, como benzodiazepínicos, heroína, ópio e outros opiáceos.

Conscientização sobre saúde mental

### Desafios e ações necessárias
O estigma de doenças mentais é enorme no Paquistão. É sustentado por uma crença popular em curas espirituais - exorcizar espíritos malignos, experimentar curas com ervas - e uma falta de consciência sobre as causas, sintomas e curas das doenças mentais. Mesmo quando os pacientes reconhecem seus sintomas, superam o estigma, ganham o apoio de suas famílias e começam a procurar ajuda médica, os serviços de saúde mental são insuficientes.
Conclui-se que a resposta do sistema de saúde no Paquistão não é adequada para enfrentar os desafios atuais e que mudanças nas políticas são necessárias. A atenção à saúde mental precisa ser incorporada como um serviço central na atenção primária e apoiada por serviços especializados. Compromisso político, recursos humanos e financeiros adequados e defesa de direitos são necessários para a integração da saúde mental na APS do Paquistão.
Há uma forte necessidade de fornecer treinamento adequado para médicos de clínica geral e treinamento de pós-graduação para profissionais de saúde mental para atender às demandas atuais. É necessária uma rede colaborativa entre as partes interessadas nos setores público e privado, bem como organizações não governamentais, que promova os cuidados de saúde mental e defenda mudanças nas políticas de saúde mental.